# Major Károly
Major Károly (Kolozsvár, 1861. január 26. – Miskolc, 1937. szeptember 10.) bölcseleti doktor, főgimnáziumi tanár, főreáliskolai igazgató.

## Élete
Dr. Major Ferenc és Vicsky Krisztina fia. Középiskolai tanulmányait az ottani református kollégiumban 1882-ben végezte. Mint a kolozsvári egyetem bölcseleti karának hallgatója 1888-ban bölcseletdoktori oklevelet nyert; a magyar-latin szakcsoportból tanári vizsgálatot 1889-ben tett ugyanott. Tanított a besztercebányai evangélikus algimnáziumban négy évig, a hódmezővásárhelyi református főgimnáziumban háromig, azután a zombori állami főgimnáziumban; 1898-tól gyöngyösi magyar királyi állami főgimnáziumi tanár. Felesége Bussányi Katalin volt.
Társadalmi, irodalmi és esztétikai cikkeket írt a Beszterczebánya és Vidékébe 1889. február 5-től (mint főmunkatárs); 1890-93-ig a Hődmező-Vásárhelybe, a Vásárhely és Vidékébe; tanügyi és iskolai cikkeket az Erdélyi Protestáns Közlönybe, az Evangélikus Egyház és Iskolába, a Protestáns Egyház és Iskolába, a Debreczeni Protestáns Lapba, az Egyetemes Közoktatásügyi-Szemlébe (1890. Magyar irásbeli feladatok); az Egyetemes Philologiai Közlönybe (1883., 1895. könyvismertetések); a Tanulók Lapjába (1895. Kármán József emlékezete, 1896. Tompa, Petőfi, Arany).

## Munkái
- A magyar ezópi meseírás története. Irodalomtört. tanulmány. Kolozsvár, 1887.
- Külföldi demokrata költők és Petőfi Hódmező-Vásárhely, 1891.
- A költői képzelemről. Uo. 1892. (Különnyomat a hődmező-vásárhelyi ev. ref. főgymnasium Értesitőjéből. Ism. Egyet. Philol. Közlöny.)

Szerkesztette a Beszterczebánya és Vidékét 1889. augusztus 25-től az év végeig; a Zólyommegyei Lapokat 1890 június végeig.

## Jegyei
M-y és -dr.